# Joachim Rothmann
Joachim Juhl Rothmann (Greve, 29 giugno 2000) è un calciatore danese, attaccante dell'HB Køge.

## Caratteristiche tecniche
È un centravanti.

## Carriera
Cresciuto nel settore giovanile del Nordsjælland, ha esordito in prima squadra il 5 dicembre 2018 in occasione dell'incontro di coppa nazionale perso 1-0 contro il Vendsyssel.
Il 12 maggio 2021 è passato ai norvegesi del Tromsø con la formula del prestito, valido fino al successivo 31 dicembre.

## Statistiche
Statistiche aggiornate all'8 novembre 2020.

### Presenze e reti nei club
| Stagione            | Squadra             | Campionato          | Campionato | Campionato | Coppe nazionali | Coppe nazionali | Coppe nazionali | Coppe continentali | Coppe continentali | Coppe continentali | Altre coppe | Altre coppe | Altre coppe | Totale | Totale | Totale |
| Stagione            | Squadra             | Comp                | Pres       | Reti       | Comp            | Pres            | Reti            | Comp               | Pres               | Reti               | Comp        | Pres        | Reti        | Pres   | Reti   |        |
| ------------------- | ------------------- | ------------------- | ---------- | ---------- | --------------- | --------------- | --------------- | ------------------ | ------------------ | ------------------ | ----------- | ----------- | ----------- | ------ | ------ | ------ |
| 2018-2019           | Nordsjælland        | SL                  | 5          | 0          | CD              | 1               | 0               |                    | -                  | -                  |             | -           | -           | 6      | 0      |        |
| 2019-2020           | Nordsjælland        | SL                  | 12         | 0          | CD              | 0               | 0               |                    | -                  | -                  |             | -           | -           | 12     | 0      |        |
| 2020-mag.2021       | Nordsjælland        | SL                  | 14         | 0          | CD              | 0               | 0               |                    | -                  | -                  |             | -           | -           | 14     | 0      |        |
| Totale Nordsjælland | Totale Nordsjælland | Totale Nordsjælland | 31         | 0          |                 | 1               | 0               |                    | -                  | -                  |             | -           | -           | 32     | 0      |        |
| mag.-dic. 2021      | Tromsø              | ES                  | 0          | 0          | CN              | 0               | 0               |                    | -                  | -                  |             | -           | -           | 0      | 0      |        |
| Totale carriera     | Totale carriera     | Totale carriera     | 31         | 0          |                 | 1               | 0               |                    | -                  | -                  |             | -           | -           | 32     | 0      |        |